# Bácsalmás
Bácsalmás (németül: Almasch, horvátul: Aljmaš) város a Dél-Alföld régióban, Bács-Kiskun vármegyében, a Bácsalmási járás központja, „Felső-Bácska kapuja”.

## Fekvése
Bácsalmás az Alföldön, a Duna–Tisza köze és Bács-Kiskun vármegye déli részén, a Baja-Szeged-Szabadka háromszögben, az Bácskai-síkvidéken helyezkedik el, a megyeszékhelytől, Kecskeméttől körülbelül 120 kilométerre. Határát átszeli a Kígyós-főcsatorna.
A szomszédos települések: észak felől Tataháza és Mélykút, kelet felől Bácsszőlős, délkelet felől Kunbaja, délnyugat felől Madaras, nyugat felől Bácsbokod, északnyugat felől pedig Mátételke.
Az ország egyik legmelegebb tájegysége, ahol igen magas a napsütéses órák száma (átlag 2098) és igen alacsony az évi csapadékmennyiség (átlag 565 mm).

### Megközelítése
A várost elkerülik a főutak, a Duna-Tisza köze déli részét feltáró, Szegedtől Bátaszék térségéig húzódó 55-ös főút is több kilométerre északra húzódik a határától. A főútról legegyszerűbben Mélykútnál letérve, az 5312-es, vagy Tataháza felől, az 5503-as úton érhető el. Bácsbokod és Tompa felől az 5501-es, Madaras felől az 5508-as úton közelíthető meg. Határszélét keleten érinti még az 5507-es út is.
A közúti tömegközlekedést a Volánbusz autóbuszai biztosítják. A kisvárost napi két közvetlen autóbuszpár köti össze a budapesti Népliget autóbusz-pályaudvarral.
A hazai vasútvonalak közül a MÁV 154-es számú Bátaszék–Kiskunhalas-vasútvonala érinti, melynek két megállási pontja van itt, Bácsalmás vasútállomás és Almás megállóhely. Előbbi a városközponttól délkeletre helyezkedik el, közúti elérését az 5312-es útból kiágazó 55 307-es számú mellékút biztosítja; utóbbi a belterület délnyugati részén létesült, s csak önkormányzati utakon érhető el.

## Története
A régészeti leletek tanúsága szerint a környék az őskor [forrás?] óta lakott. 2014 januárjában késő avar és 10-11. századi teleprészletet tártak fel.
A település csak a Rákóczi-szabadságharc után kezdett véglegesen kialakulni, horvát, magyar és szlovák lakosokkal. 1735-ben Felső-Almás néven szerepelt.
A XVIII. század végén német telepesek érkeztek a községbe.
1808-ban mezővárosi rangot kapott.
1848-ban követválasztó központ volt, és Vörösmarty Mihályt választotta országgyűlési képviselőjévé.

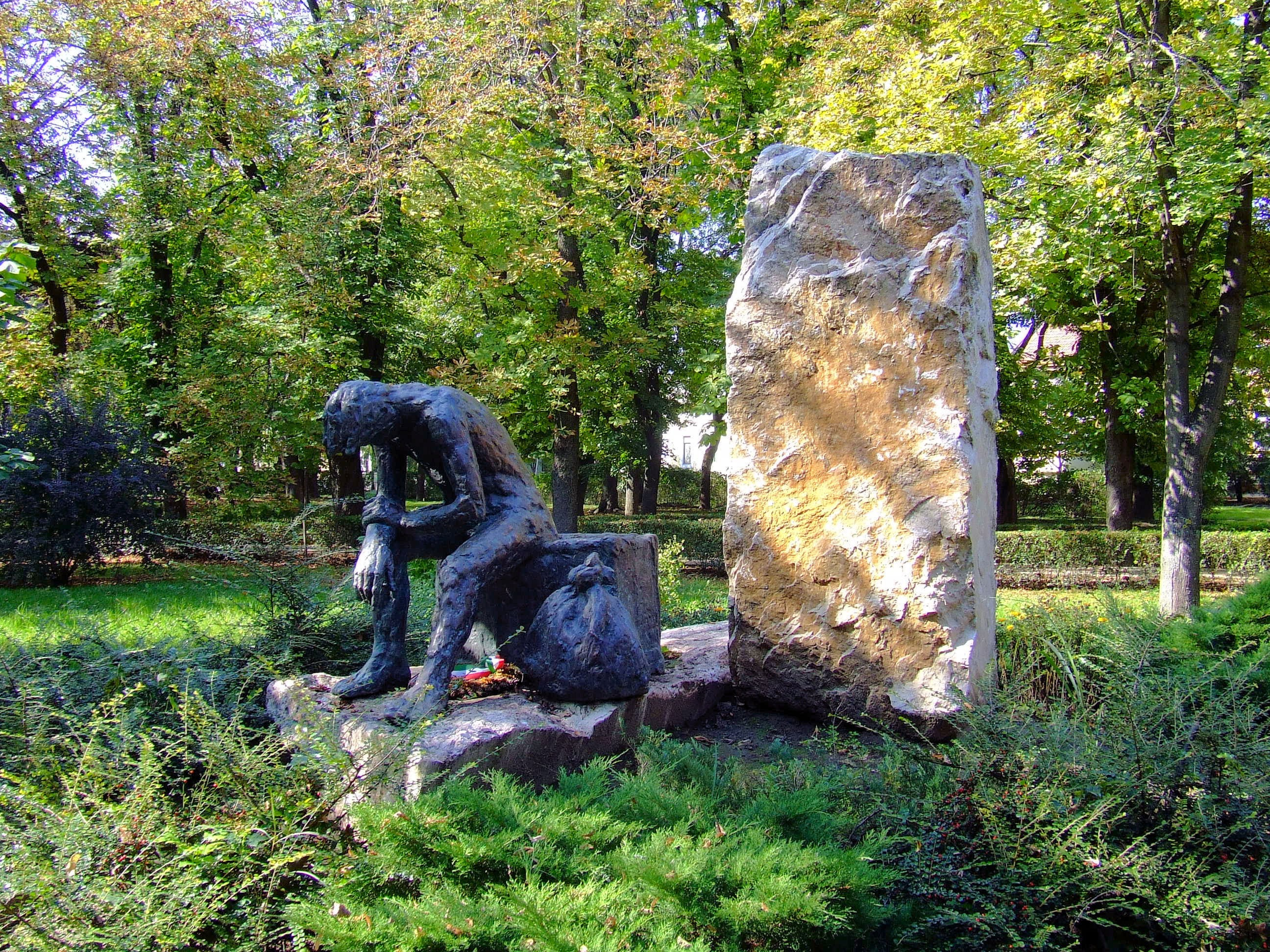
A Kitelepítettek emlékműve

1871-ben elvesztette mezővárosi címét, de 1873-ban járási székhely lett Bácsalmás (e nevét 1904-ben véglegesítették).
Az első világháború után, 1921-ig szerb katonai megszállás alatt volt a környék.

## Közélete

### Polgármesterei
| Időszak   | Név            | Jelölő szervezet | Forrás |
| --------- | -------------- | ---------------- | ------ |
| 1990–1994 | Tóth Árpád     | független        | [ 5 ]  |
| 1994–1998 | Tóth Árpád     | független        | [ 6 ]  |
| 1998–2002 | Tóth Árpád     | független        | [ 7 ]  |
| 2002–2006 | Zalántai Endre | független        | [ 8 ]  |
| 2006–2008 | Zalántai Endre | független        | [ 9 ]  |
| 2008–2010 | Zalántai Endre | független        | [ 10 ] |
| 2010–2014 | Németh Balázs  | Fidesz-KDNP      | [ 11 ] |
| 2014–2019 | Németh Balázs  | Fidesz-KDNP      | [ 12 ] |
| 2019–2024 | Németh Balázs  | Fidesz-KDNP      | [ 13 ] |
| 2024–     | Németh Balázs  | Fidesz-KDNP      | [ 1 ]  |

2008. december 14-én Bácsalmáson időközi polgármester-választást (és képviselő-testületi választást) kellett tartani, az előző képviselő-testület önfeloszlatása miatt. A választás két jelöltje között a hivatalban lévő polgármester is elindult, és meg is erősítette pozícióját.
A településen cigány, horvát és német nemzetiségi önkormányzat is működik.

## Demográfia

### Népcsoportok
2001-ben a város lakosságának 93%-a magyar, 3%-a német, 2%-a horvát, 1%-a roma és 1%-a egyéb (főleg szlovák és román) nemzetiségűnek vallotta magát.
A 2011-es népszámlálás során a lakosok 85,4%-a magyarnak, 1,9% cigánynak, 2,3% horvátnak, 3,1% németnek, 0,1% románnak, 0,3% szerbnek mondta magát (14,5% nem nyilatkozott; a kettős identitások miatt a végösszeg nagyobb lehet 100%-nál).
2022-ben a lakosság 89,4%-a vallotta magát magyarnak, 2,4% németnek, 2,1% cigánynak, 1,7% horvátnak, 0,4% szerbnek, 0,1% ukránnak, 0,1% románnak, 2,2% egyéb, nem hazai nemzetiségűnek (10,4% nem nyilatkozott; a kettős identitások miatt a végösszeg nagyobb lehet 100%-nál).

### Népességváltozás
A település népességének változása:
| Lakosok száma | 6811 | 6723 | 6453 | 6389 | 6137 | 6058 | 6042 |
|               | 2013 | 2014 | 2018 | 2021 | 2022 | 2023 | 2024 |

## Vallás

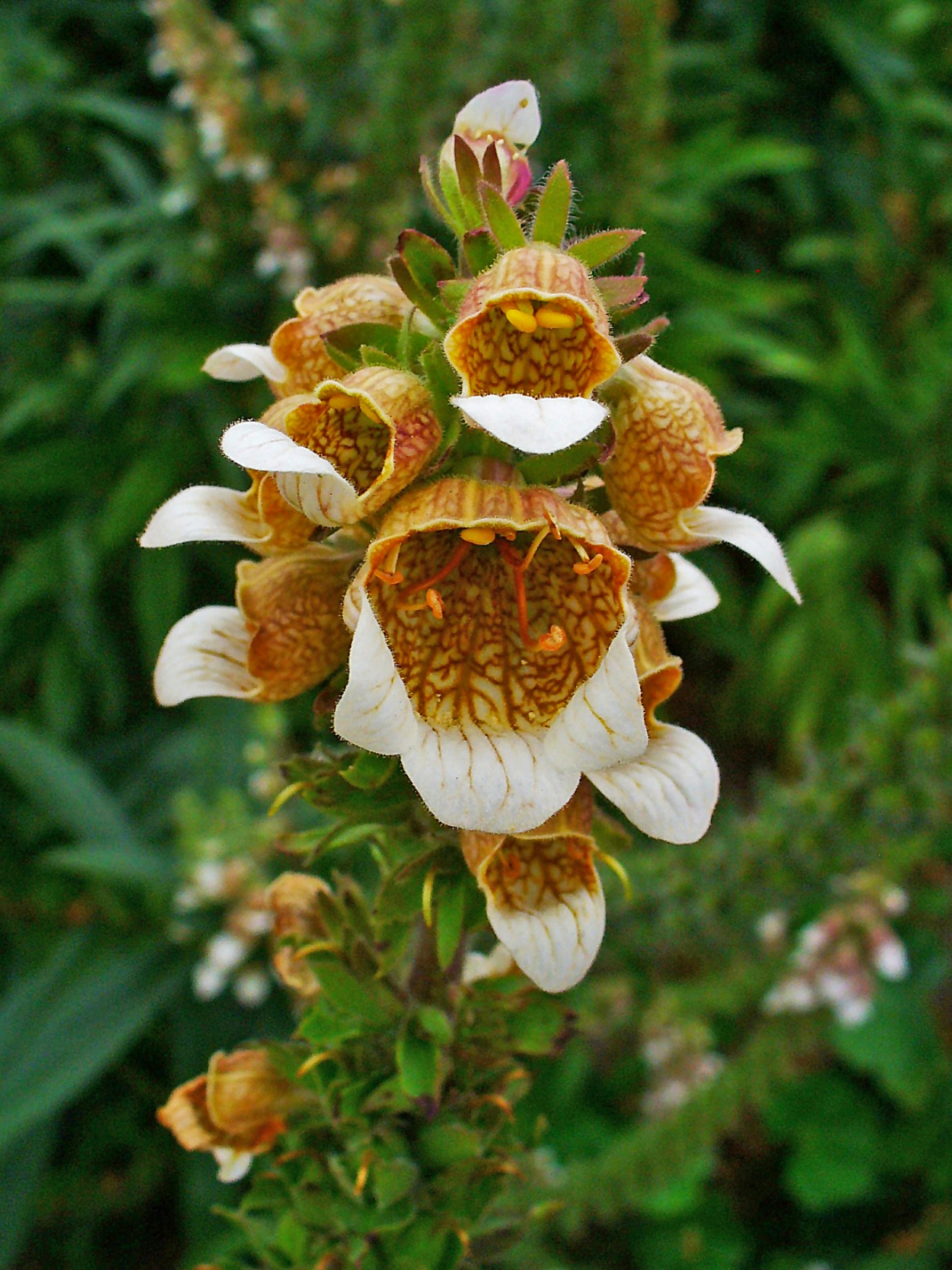
Digitalis lanata

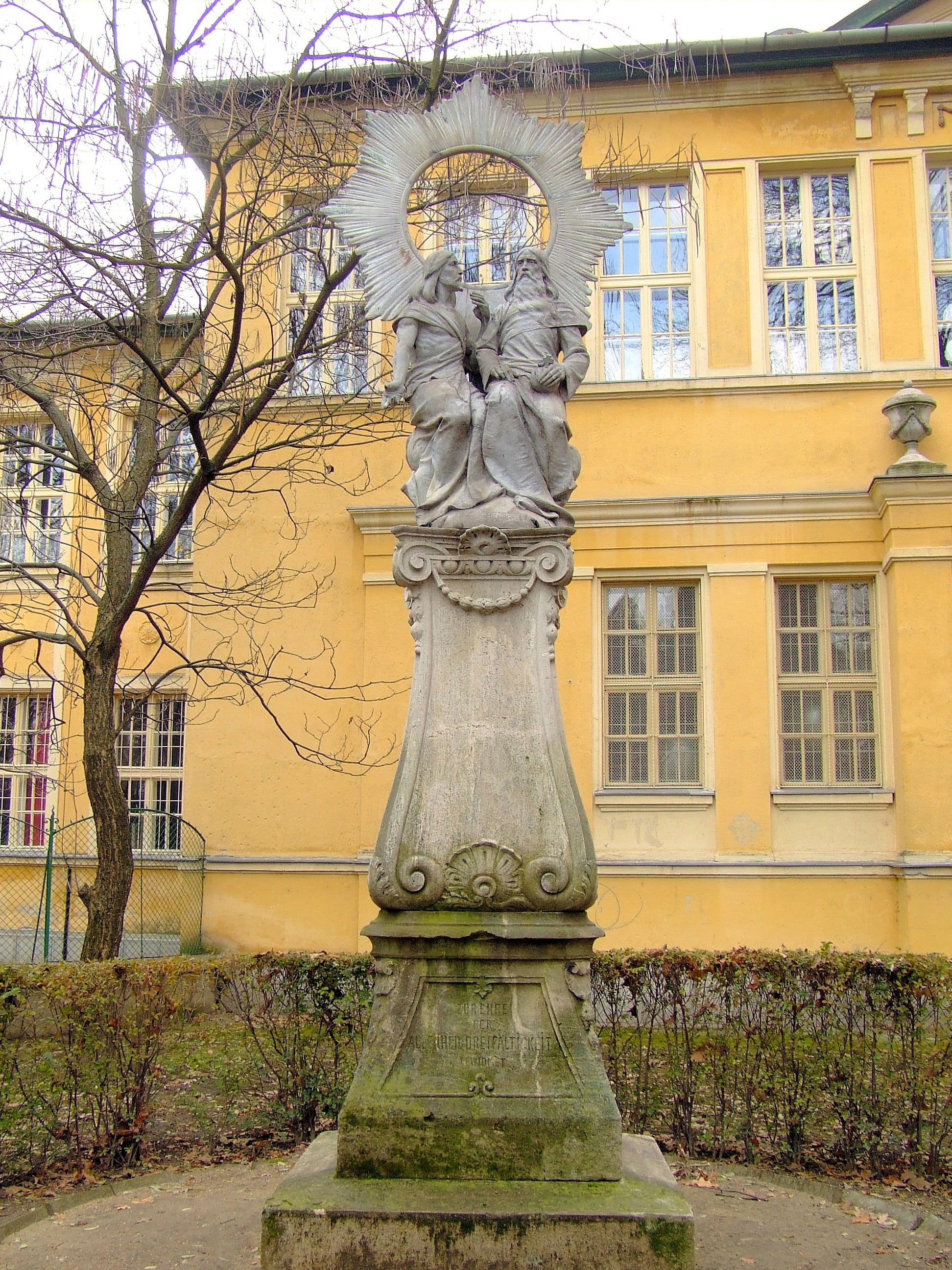
A Szentháromság-oszlop

A 2001-es népszámlálás adatai alapján lakosság kb. 74%-a római katolikus, kb. 7%-a református, kb. 0,5-0,5%-a görögkatolikus, illetve evangélikus vallású. Kb. 1% más felekezethez tartozik. Egyikhez sem tartozik, vagy nem válaszolt kb. 17%.
2011-ben a vallási megoszlás a következő volt: római katolikus 55%, református 6,9%, evangélikus 0,2%, görögkatolikus 0,1%, felekezeten kívüli 11,5% (25,2% nem nyilatkozott).
2022-ben 36,9% volt római katolikus, 5% református, 0,2% görög katolikus, 0,2% evangélikus, 0,1% izraelita, 1,1% egyéb keresztény, 0,6% egyéb katolikus, 13,8% felekezeten kívüli (41,6% nem válaszolt).

### Római katolikus egyház
A Kalocsa-Kecskeméti főegyházmegye (érsekség) Bácsi Főesperességének Bácsalmási Esperesi Kerületébe tartozik mint önálló plébánia. A plébániatemplom titulusa: A Szent Kereszt felmagasztalása. Római katolikus anyakönyveit 1740 óta vezetik. Misézési helyként hozzá tartozik a római katolikus temetőkápolna, amelynek titulusa: Feltámadt Krisztus.

### Református egyház
A Dunamelléki Református Egyházkerület (püspökség) Bács-Kiskunsági Református Egyházmegyéjébe (esperesség) tartozik mint önálló missziói egyházközség.

### Evangélikus egyház
A Déli evangélikus egyházkerület (püspökség) Bács-Kiskun Egyházmegyéjében (esperesség) lévő Bajai Evangélikus Egyházközséghez tartozik mint szórvány.

## Természeti értékek
- Sóstó: Felső-Bácska szikes tavai közül gazdag élővilágával egyedülálló a bácsalmási Sóstó. Az ingadozó vízjárású szikes tó képéhez elválaszthatatlanul hozzátartozik a legelésző bivalyok látványa. A tópart kiváló fészkelő helyet biztosít többek között a fokozottan védett gólyatöcsnek. A tavat körülölelő védett kocsányos tölgyesben nyár elején több ezer virágzó gyapjas gyűszűvirág (digitalis lanata) kápráztatja el a kirándulót. 2019-től a tavat szegélyező egyénileg ingyenesen, vagy térítéses szakvezetéssel látogatható interaktív tanösvény a tó múltját és jelenét, az ide kötődő élővilágot és az itt legelő bivalyok szükségességét mutatja be.[19]
- Kígyós-tó: A Kígyós-főcsatorna és a Mátételkei-Kígyós-Főcsatorna összefutásánál kialakított több mint 14 hektáros mesterséges tórendszert a különböző méretű és fajú, horgászható halak gazdagsága teszi a pecázás szerelmesei számára ideális horgászhellyé. A nádassal, gyékénnyel és szittyóval benőtt északnyugati és nyugati tóparton a természet szerelmesei gazdag állatvilágban gyönyörködhetnek, lencsevégre kaphatnak számos különleges vízimadarat, hüllőt, siklót és teknőst. 2021-től környezet- és természettudatos szemléletformáló élménypark várja a látogatókat. Horgászható halfajok: ponty, amur, csuka, süllő, harcsa, keszeg, kárász, busa, naphal.[19]
- Mosztonga-tó
- Kossuth park megyei védettségű kocsányos tölgyekkel

## Nevezetességei

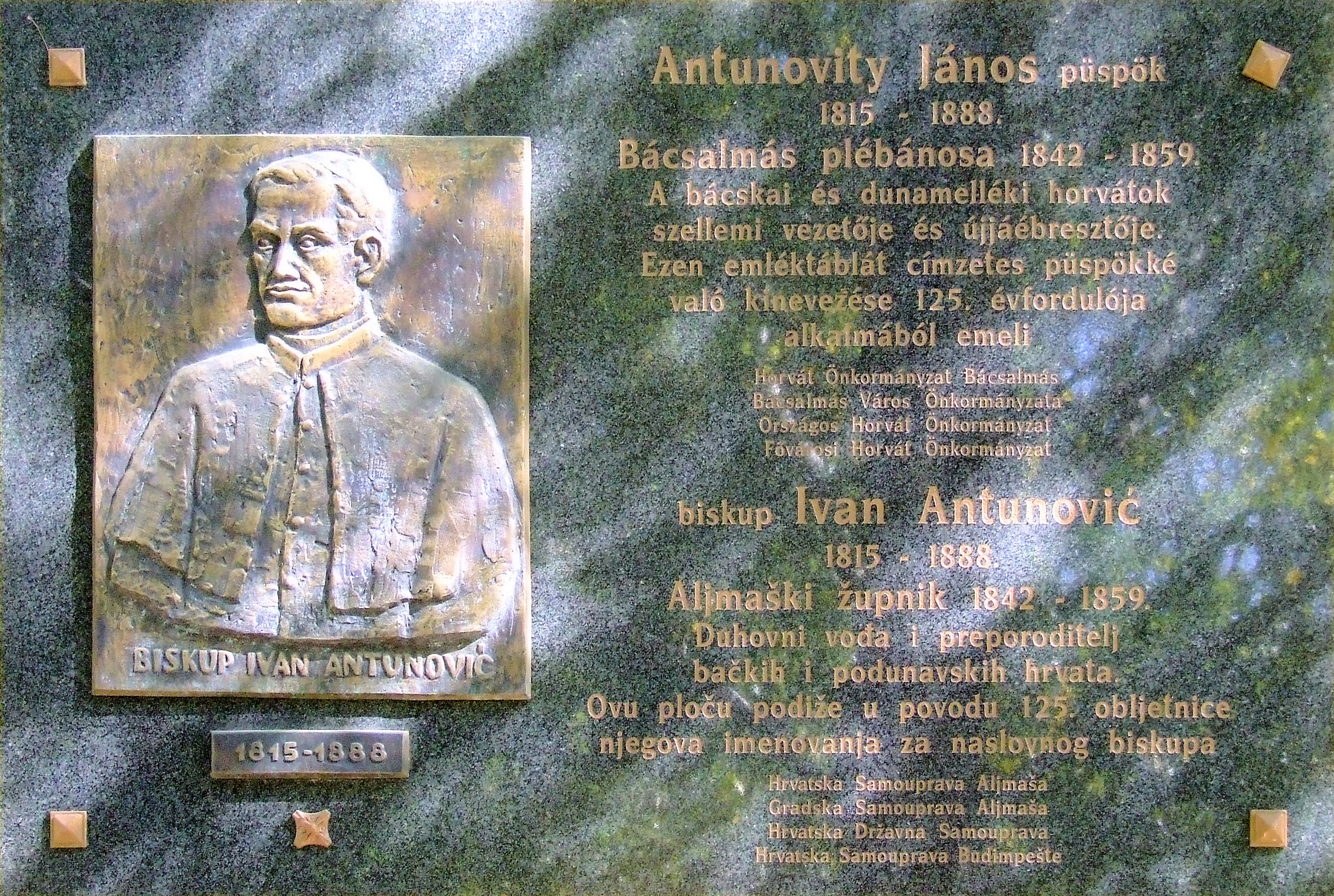
Antunovich János emléktáblája

- Római katolikus (Szent Kereszt felmagasztalása-) templom: 1821-ben épült klasszicista stílusban. 1910-ben felújították és oldalhajókkal bővítették.
- Szentháromság-szobor.
- Antonovits-kúria: 1858 óta római katolikus plébánia.
- Ulrich-Causher-ház: Az 1920-as években épült, Kóbor Ferenc tervei alapján. Jelenleg Helytörténeti Kiállítás látható benne.
- Siskovics–Fischof-kúria: Eklektikus stílusban építtette Siskovics Tamás. Jelenleg Gyűjtemények Háza.
- Kovachich-kúria (volt Járásbíróság).
- Kalocsai Iskolanővérek volt zárdája: 1886-ban épült. Jelenleg általános iskola.
- Zsidó iskola épülete.
- Zsidó temető és ravatalozó.
- Római katolikus (Feltámadt Krisztus-) temetőkápolna.
- Református templom: 1939-ben épült. Bejárata faragott székelykapu.
- Kálvária-kápolna: 1882-ben épült.
- I. világháborús emlékmű.
- II. világháborús emlékmű.
- Evetovity Antal költő mellszobra: Ivan Meštrović alkotása, 1988-ban avatták.
- Kossuth-mellszobor: Pálfy Gusztáv alkotása, 1986-ban avatták.
- Vörösmarty-mellszobor: Kalmár János műve, 1983-ban avatták.
- Lantos nő: Humenyánszky Jolán szobrász alkotása, 1980-ban avatták.
- A szülőföldjükről elűzött népek emlékműve: Fusz György alkotása, 1997-ben avatták.
- Tífusz-szobor.
- Malom.

## Sport
A jelenleg Bácsalmási Petőfi VSE néven szereplő egyesület eredetileg 1913. június 1-jén alakult meg Bácsalmási Sport Club néven. Több szakosztálya is van, a labdarúgók a Bács-Kiskun vármegyei labdarúgó-bajnokság első osztályban szerepelnek, a kézilabda szakosztály pedig a vármegyei bajnokság Déli csoportjában.
A Bácsalmási Sprint Sportegyesületnek cselgáncs (dzsúdó) szakosztálya működik. www.bacsalmasjudo.hu
A településen működik a Bácsalmási Autósport Egyesület.

## Gasztronómia
Ha a bácsalmási nagymamák, az „ómák” kedveskedni akarnak unokáiknak, túróból és tojásból troll nudlit készítenek, amely azért kapta e nevet, mert a benne lévő túrótól a felszíne dudorossá válik.

## Rendezvények
- Sváb bál: január harmadik szombatján
- Préló: február második szombatján
- Felső-Bácskai Népek-Ízek Forgataga: A bácskai hagyományokat őrző rendezvényen bemutatkoznak Bácsalmás testvértelepülései. A látogatók bepillantást nyerhetnek a lengyel, német, szlovák, erdélyi, szerb, horvát kultúrába, és megkóstolhatják a vendégek ízletes ételeit.[19]
- Bács-"Almás" Napok
- Búcsú: a szeptember 14-ét követő vasárnap

## Híres emberek
- Itt született Tábori Róbert, született Tauber Róbert (1855 – 1906) magyar író, újságíró, Tábori Piroska (1892–1947) írónő édesapja.
- Itt született Flesch Ármin (1865. április 11. – Auschwitzi koncentrációs tábor, 1944) ókanizsai, majd mohácsi főrabbi, egyházi író.
- Itt született 1880. március 8-án Boromisza Tibor festő.
- Itt született 1895-ben Piukovich József magyar gazdasági felügyelő, főszolgabíró, országgyűlési képviselő.
- Itt született 1914. június 30-án Kamarás Gyula magyar színész.
- Itt született 1960. december 23-án Drégely Imre fotóművész, egyetemi adjunktus.
- Itt született 1929. szeptember 19-én Bódis Irén magyar színésznő.
- Itt született 1935-ben Dulity Tibor festőművész.
- Gróf András (Andrew Grove), az Intel társalapítója[21]
- Németh Sándor, a 2009-es Nemzeti Vágta győztese
- Itt született  1954. január 27-én Polgár Ernő Radnóti-díjas, Nagy Lajos-díjas, a Magyar Köztársasági Érdemrend Lovagkeresztjével kitüntetett író, dramaturg.

## Testvérvárosok
- Backnang (Németország)
- Bezdán (Bezdan, Vajdaság, Szerbia)
- Bajmok (Vajdaság, Szerbia)
- Bizovác (Bizovac, Horvátország)
- Nagymegyer (Veľký Meder, Szlovákia)
- Borszék (Borsec, Románia)
- Gizałki (Lengyelország)